# جان هریس (نویسنده)

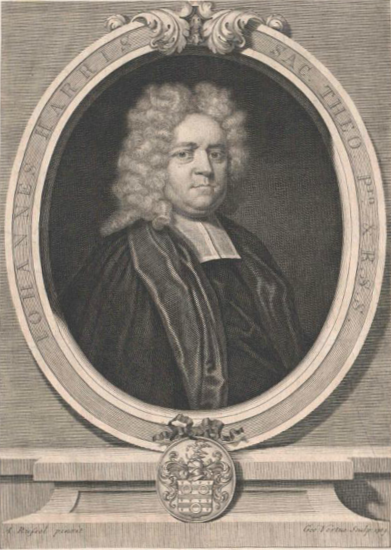
جان هریس، از از نخستین اعضای انجمن شاهی - ۱۷۱۹

جان هریس (به انگلیسی: John Harris) نویسنده انگلیسی که در حدود سال ۱۶۶۶ متولد شد و در دانشگاه آکسفورد تحصیل کرد. وی از نویسندگان برجسته اولین دائرةالمعارف انگلیسی و بهترین نویسنده فرهنگ لغات فنی و هنری و نیز از نخستین اعضا انجمن شاهی بود و مدتی نیابت ریاست آن انجمن را داشت. هریس در ۷ سپتامبر ۱۷۱۹ وفات یافته‌است.